# Жёны играют в бридж
«Жёны играют в бридж» (англ. Bridge Wives) — короткометражная чёрно-белая комедия с участием Эла Сент-Джона, снятая в 1932 году Роско Арбаклем (под псевдонимом Уильям Гудрич), премьера состоялась 23 февраля того же года.

## Сюжет
Мистер Смит (в исполнении популярного комика Эла Сент-Джона) сходит буквально с ума от «неподобающего» поведения своей жены (актриса Ферн Эмметт), пристрастившейся к карточным играм и прослушиванию радиопередач. Ну, никуда ему не деться от этого вездесущего радиоприёмника, он готов его и в могилу закопать, лишь бы не слышать, доносящиеся из его динамика «горячие» новости о результатах городских соревнований по карточным играм.

## В ролях
- Эл Сент-Джон — Эл Смит
- Ферн Эммет — миссис Смит, его супруга
- Билли Блэтчер — радиоведущий
- Линтон Брент — репортёр
- Роджер Мур — сантехник (в титрах не указан)

Эл Сент-Джон в кадре из фильма